# Rozumice
Rozumice (deutsch Rösnitz, tschechisch Rozumice) ist eine Ortschaft in Oberschlesien. Der Ort liegt in der Gmina Kietrz im Powiat Głubczycki in der Woiwodschaft Oppeln in Polen.

## Geographie

### Geographische Lage
Das Angerdorf Rozumice liegt acht Kilometer südlich vom Gemeindesitz Kietrz, 23 Kilometer südöstlich der Kreisstadt Głubczyce (Leobschütz) und 73 Kilometer südlich der Woiwodschaftshauptstadt Opole (Oppeln). Ein Kilometer südlich des Dorfes verläuft die Grenze zu Tschechien. Der Ort liegt in der Nizina Śląska (Schlesische Tiefebene) innerhalb der Płaskowyż Głubczycki (Leobschützer Lößhügelland). Südlich des Dorfes liegt das Naturschutzgebiet Rozumice (poln. Rezerwat przyrody Rozumice). Rozumice liegt an der Psczina (Rösnitzer Wasser).

### Nachbarorte
Nachbarorte von Pilszcz sind Dzierżysław (Dirschel) im Norden, Třebom (Thröm) im Nordosten, Ściborzyce Wielkie (Steuberwitz) im Osten, Hněvošice (Schreibersdorf) im Südosten, Oldřišov (Odersch) im Südwesten sowie Ludmierzyce (Leimerwitz) im Westen.

## Geschichte

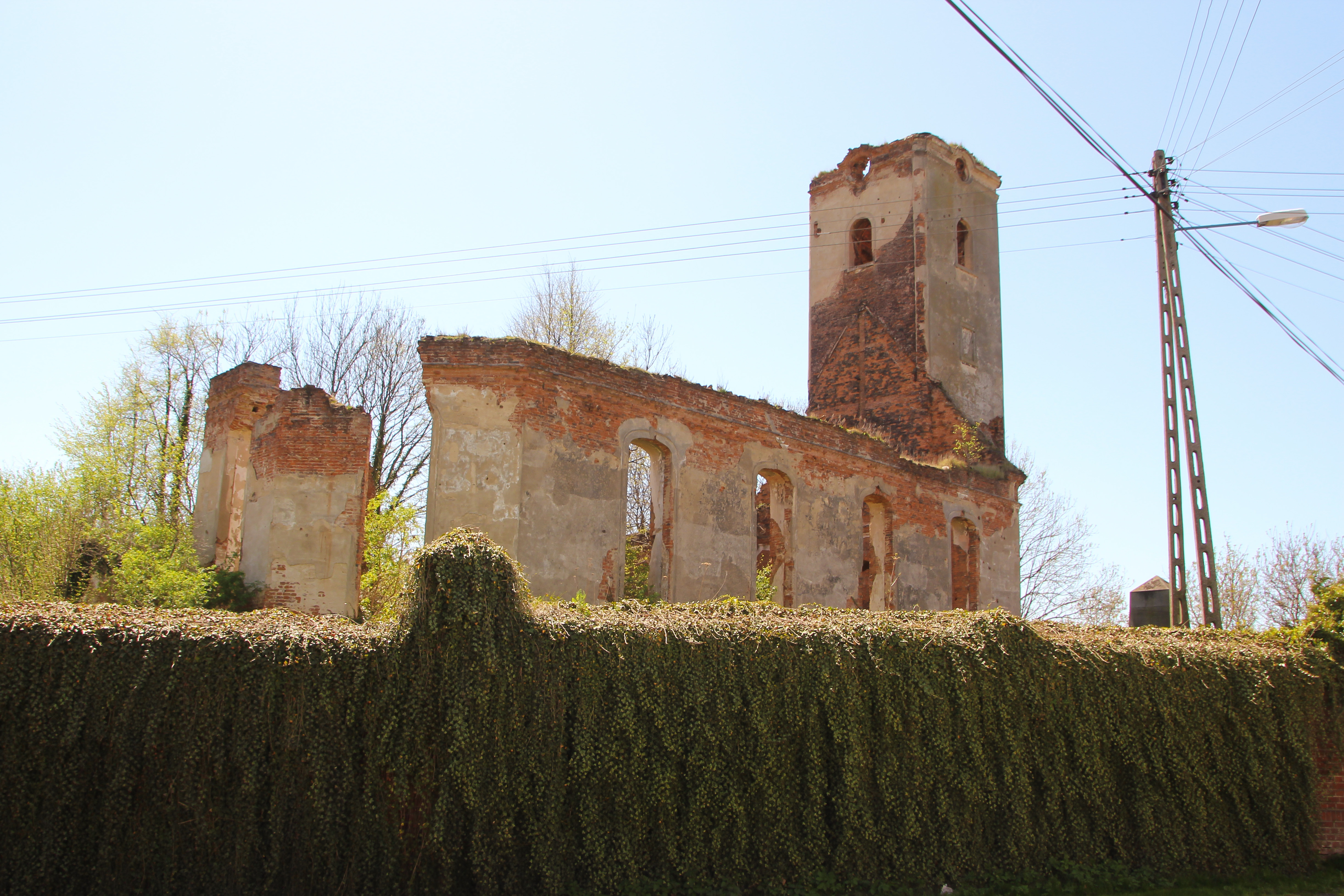
Die verfallende evangelische Kirche

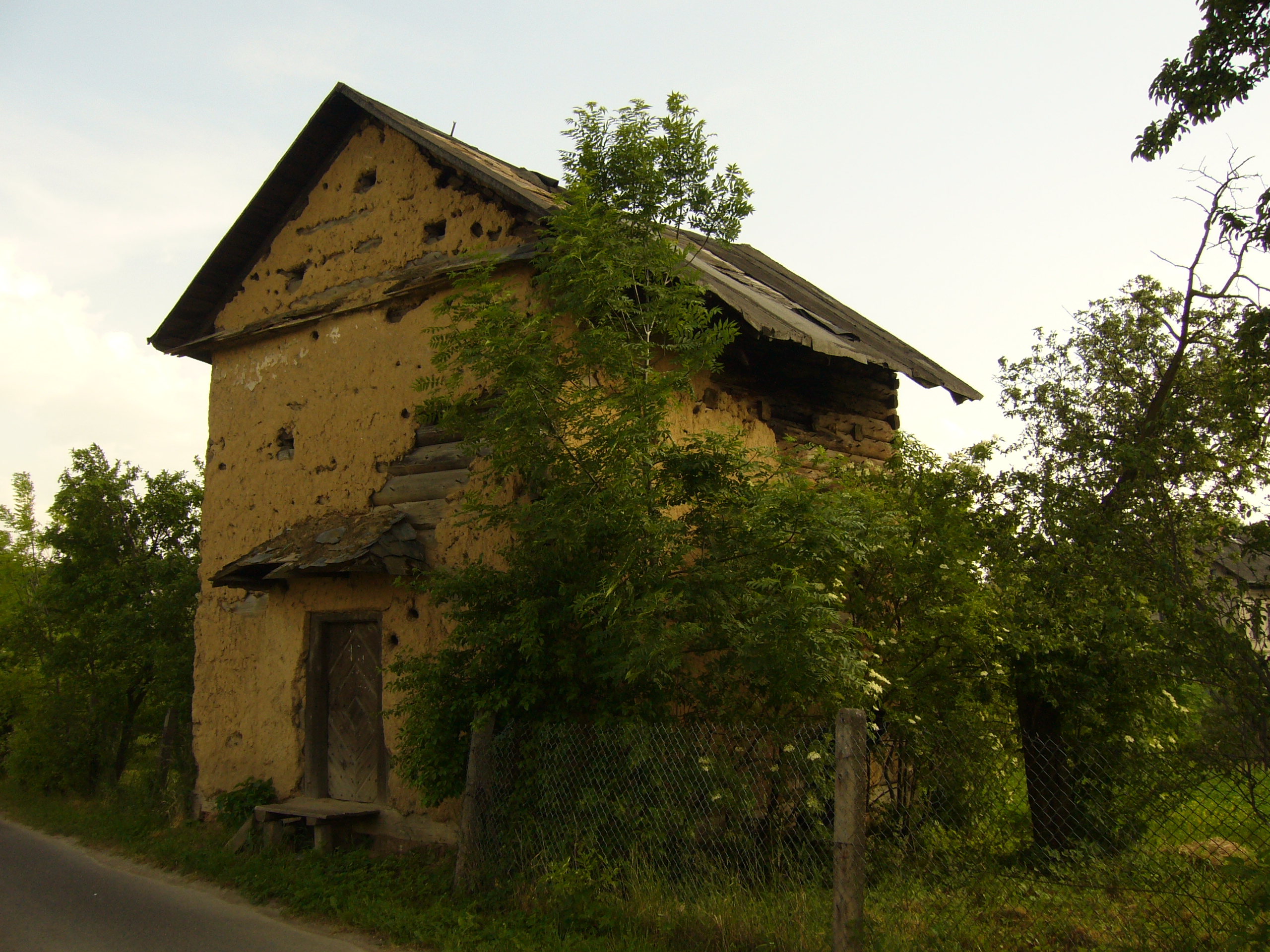
Speicher, sogenannter Laimes

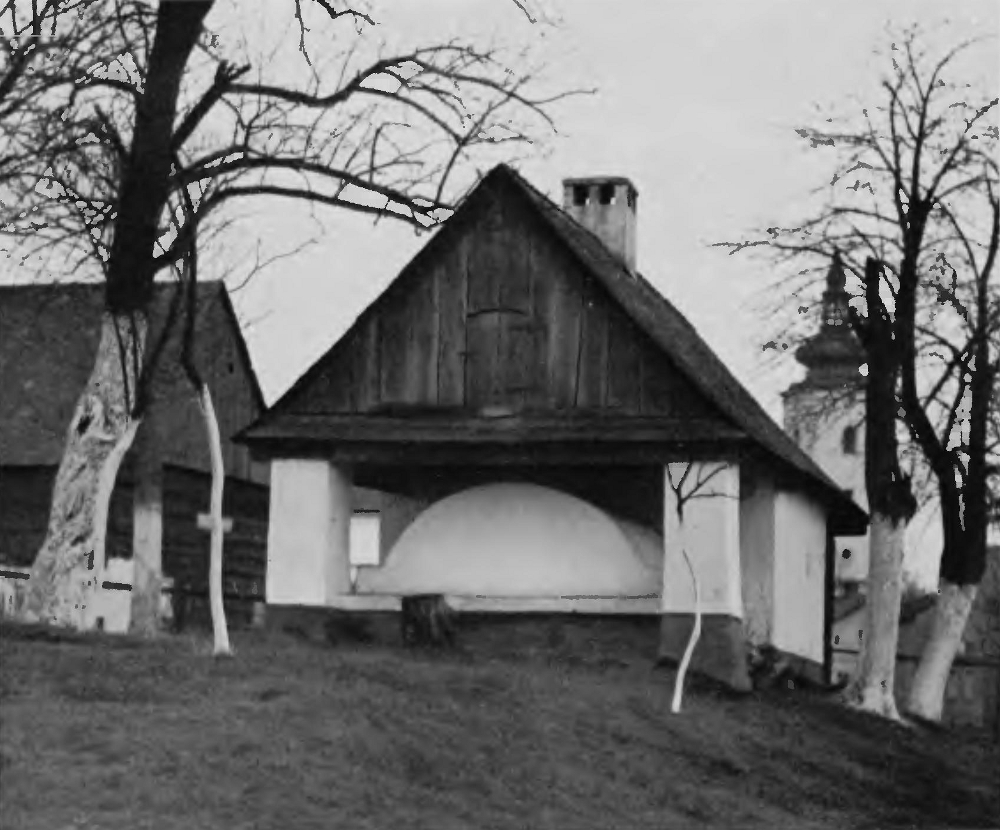
Backhaus um 1930

Kolonisten aus Mitteldeutschland wanderten schon um 1250 in diese Gegend ein. Erstmals wurde der Ort 1335 mit dem Namen Resenitz urkundlich erwähnt. Er gehörte zu dem seit 1318 eigenständigen Herzogtum Troppau. Erbschaftsteilungen und politische Veränderungen begründeten eine wechselvolle Ortsgeschichte. Im Jahr 1422 wurde im gesamten Herzogtum Troppau Tschechisch als Amtssprache eingeführt und man nannte den Ort ab 1430 Rosumicz (Rozum = mährisch: Verstand; Rosumicze = Ort der Klugen). Die Bewohner haben jedoch die deutsche Sprache vermutlich nie ganz aufgegeben, und ab 1612 verwendete man den Namen Rosnitz bzw. Rösnitz. Die Hussitenkriege, der Dreißigjährige Krieg und die Schlesischen Kriege brachten große Belastungen für die Bewohner. Mit dem Frieden von Berlin (1742) fiel fast ganz Schlesien und damit auch Rösnitz an Preußen. Alte verbriefte Rechte aus dem 16. Jahrhundert zur Abgabenbefreiung wurden von der preußischen Regierung weiter bestätigt. Die Herrschaftsverhältnisse im Dorf wechselten häufig, bis schließlich 1816 der letzte Besitzer, Ernst Joachim Graf von Strachwitz den Ort der Gemeinde für 22.000 Taler überließ. So konnte sich allmählich ein gewisser Wohlstand ausbreiten.
Nach der Neuorganisation der Provinz Schlesien gehörte die Landgemeinde Rösnitz ab 1816 zum Landkreis Leobschütz im Regierungsbezirk Oppeln. 1845 bestanden im Dorf eine evangelische Schule, eine evangelische Kirche, eine Brennerei, eine Brauerei, eine Wassermühle, zwei Windmühlen und 156 Häuser. Im gleichen Jahr lebten in Rösnitz 959  Menschen, davon 57 katholisch. 1861 zählte Rösnitz 29 Bauern-, 51 Gärtner-, 66 Häuslerstellen. 1874 wurde der Amtsbezirk Piltsch gegründet, welcher die Landgemeinden Piltsch, Rösnitz und Steuberwitz umfasste. Etwa ab 1880 galt Rösnitz als reichstes Dorf im Landkreis Leobschütz mit einer später fast städtisch anmutenden, ausgebauten, ländlichen Infrastruktur. Auch Brennereien, Wasser-, Wind- und Ölmühlen werden erwähnt.
Bei der Volksabstimmung in Oberschlesien am 20. März 1921 stimmten in Rösnitz 883 Personen für einen Verbleib bei Deutschland und 0 für Polen. Rösnitz verblieb wie der gesamte Stimmkreis Leobschütz beim Deutschen Reich. 1923 wurde das Dorf elektrifiziert. Nach einem heftigen Unwetter wurde der Ort 1925 überschwemmt. 1933 zählte der Ort 1043 sowie 1939 1066 Einwohner. Bis 1945 gehörte der Ort zum Landkreis Leobschütz. Am 19. März 1945 flüchtete die Bevölkerung in Richtung Sudetenland. Durch Rösnitz verlief die Front. Innerhalb weniger Tage wechselte der Ort dreimal den Bssitzer zwischen deutscher Wehrmacht und der Roten Armee. Ende März nahm die Rote Armee Rosen endgültig ein. Durch die Kampfhandlungen im Ort wurde 40 % der dörflichen Bebauung zerstört. Die Rösnitzer Kirche wurde während der Kampfhandlungen um den Ort schwer zerstört und ist heute eine Ruine in der Ortsmitte. Eventuell soll sie so gesichert werden, dass sie für Andachtszwecke zugänglich wird. Eine der Glocken der Rösnitzer Kirche ist der Einschmelzung im Zweiten Weltkrieg entgangen und läutet heute in der Nicolaikirche der Gemeinde Vorhelm, Agnes-Miegel-Str. 14.
Am Ende des Zweiten Weltkriegs wurde Rösnitz nach heftigen Kämpfen von der Roten Armee besetzt und kam an Polen. Die am 24. März 1945 gemeinsam geflüchteten deutschen Bewohner sind nach etwa eineinhalbmonatiger Irrfahrt wieder zurückgekehrt und fanden eine Trümmerwüste vor. Aufgabe der Rückkehrer war, eine gewisse Bewohnbarkeit des Ortes herzustellen, die schlimmsten Kriegsfolgen zu beseitigen und Feldarbeit zu leisten. Später mussten sie dann ihre Unterkünfte räumen und wurden mit je 50 kg Gepäck vom 5. bis 14. Juli 1946 ins westliche Deutschland abgeschoben. So wurde Platz für die neuen, polnischen Bewohner geschaffen, die aus jetzt sowjetischen Gebieten hierher vertrieben wurden. Die polnische Verwaltung führte 1945 den heutigen Ortsnamen ein und unterstellte den Ort zuerst der Woiwodschaft Schlesien, ehe er 1950 zur Woiwodschaft Opole kam. Die jetzige, lokale Unterstellung innerhalb des Powiat Głubczycki besteht seit 1999.
Die heute noch lebenden, einstigen deutschen Bewohner von Rösnitz und deren Nachfahren pflegen mit den heutigen polnischen Bewohnern von Rozumice freundschaftliche Kontakte.

### Kirchliche Zugehörigkeit

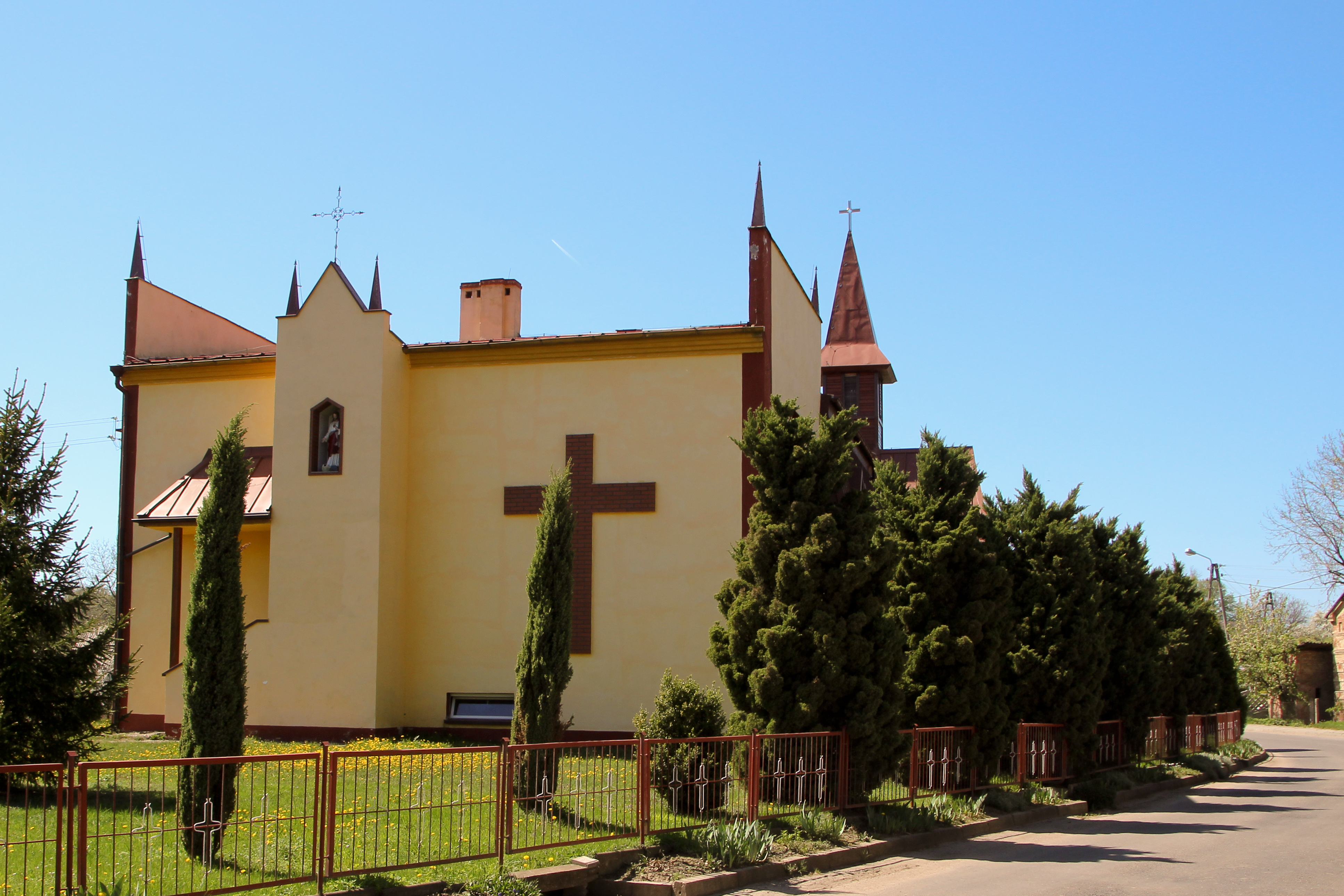
Die neue Kirche von Rozumice

Im Jahre 1526 konnte der lutherische Glaube auch in dieser Region Fuß fassen. Unter verschiedenen lutheranischen Landesherren setzten sich soziale Veränderungen durch. Von 1557 an konnten die Bewohner die Eigentumsrechte für ihre Häuser und das bewirtschaftete Land erwerben, sich aus der Leibeigenschaft und von den Zehntenabgaben befreien. Seit 1575 gab es eine Schule und seit 1582 eine evangelische Schule. Im Jahre 1580 wurde die evangelische Kirche gebaut. Der im Dreißigjährigen Krieg einsetzenden Rekatholisierung widerstanden die Bewohner zusammen mit dem Nachbarort Steuberwitz erfolgreich, und auch der zu diesem Zweck von 1667 bis 1678 eingesetzte Jesuitenorden vermochte dies nicht zu ändern. Da den Bewohnern in dieser Zeit die Kirche versperrt blieb, feierten sie geheime Andachten an einem verborgenen Platz im Wald, der heute noch als Kanzel bezeichnet wird.
Unter der preußischen Regierung konnte die Glaubensfreiheit in einem Bethaus gesichert werden, ehe die Gemeinde nach einem Gerichtsurteil 1801 die Kirche zurückerhielt, die allerdings schon 1807 durch einen barocken Neubau ersetzt wurde. Die wenigen Katholiken waren bis 1920 zur Kirche St. Georg in Thröm eingepfarrt.
Die Böhmischen Brüder besaßen in Rösnitz zahlreiche Anhänger, und der Gründer der Herrnhuter Brüdergemeine, Nikolaus Ludwig von Zinzendorf, besuchte schon 1726 den Ort. Später versuchten die Herrnhuter in Rösnitz eine Brüder-Unität zu gründen, was allerdings am Widerstand der rivalisierenden lutherischen Landeskirche scheiterte.
Während der Nazizeit wirkte in der Rösnitzer Gemeinde Pastor Arnold Hitzer, ein Mitglied der Bekennenden Kirche.
Mit der Vertreibung der deutschen Bewohner ging 1946 in Rösnitz eine 420-jährige evangelische Tradition unter. Die heutigen Bewohner sind überwiegend katholisch.

## Sehenswürdigkeiten

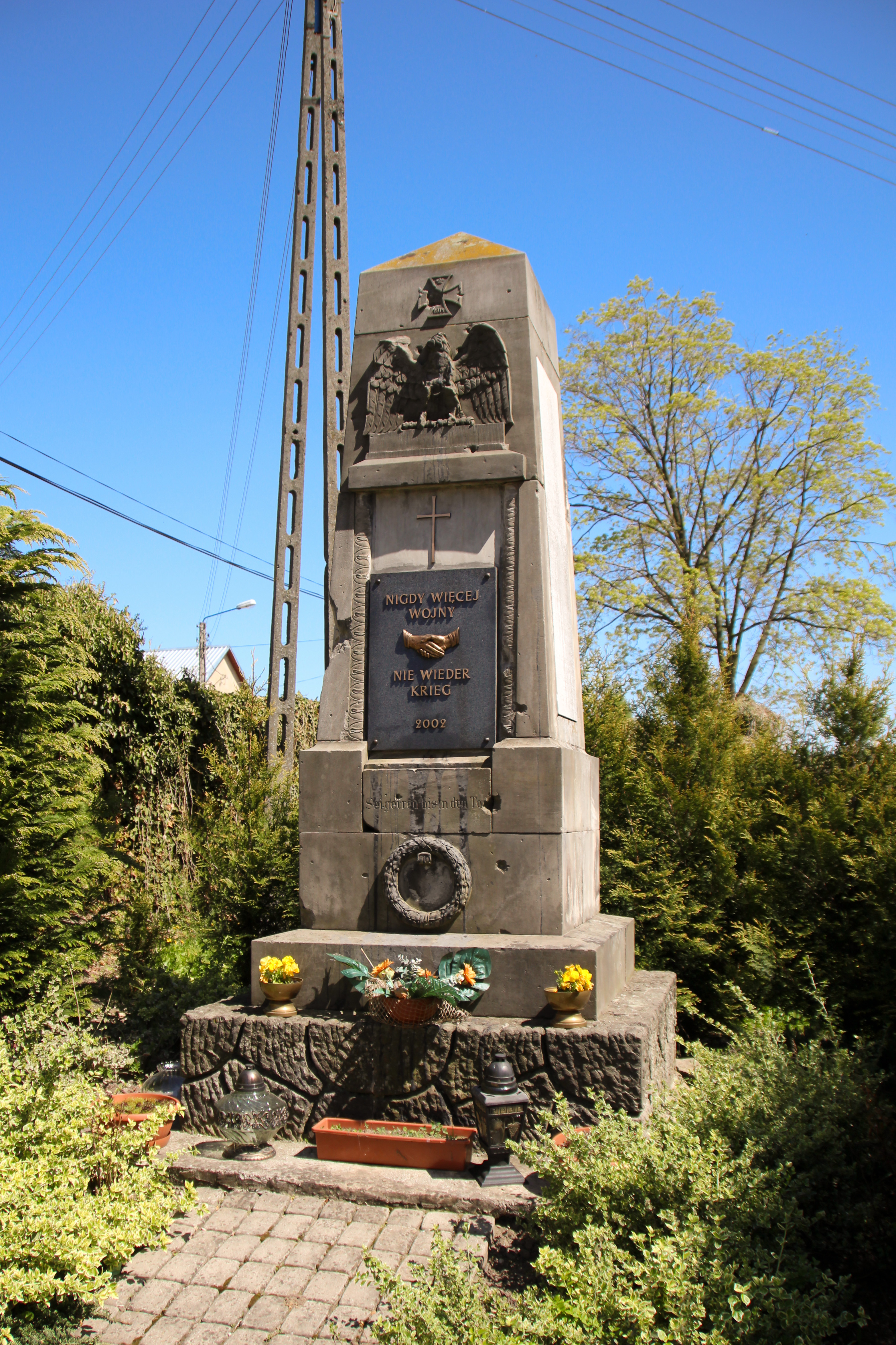
Nie wieder Krieg

- Die ehemalige Evangelische Kirche (poln. Kościół ewangelicki) wurde zwischen 1804 und 1807 errichtet. Im Zweiten Weltkrieg ging der Kirchenbau in Flammen auf. Erhalten haben sich bis heute die Außenmauern des Gebäudes.
- Römisch-katholische Herz-Jesu-Kirche (poln. Kościoł Najświętszego Serca Pana Jezusa)
- Historische Dorfanlage als Angerdorf mit typisch fränkischen Bauernhöfen. Diese Bauweise ist heute nicht mehr durchgängig erkennbar.
- Als gesichertes Baudenkmal ein letzter noch existierender Laimes – ein Korn- und Vorratsspeicher. Noch 1934 gab es 20 dieser fensterlosen Gebäude.
- Auf dem angrenzenden Kirchhof wurde das ehemalige deutsche Denkmal für die Gefallenen im Ersten Weltkrieg mit einer Inschrift in polnischer und deutscher Sprache „Nie wieder Krieg“ versehen und dient heute ebenfalls als Mahnmal.
- Nahe beim Dorf befinden sich zwei wichtige Naturschutzgebiete, südöstlich das Waldreservat Rezerwat przyrody Rozumice und nördlich das Naturschutzgebiet Góra Gipsowa mit pontischer Steppenrasenflora.

## Wappen

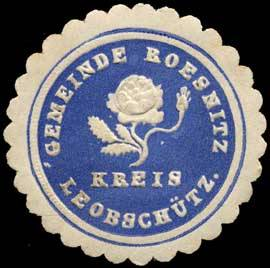
Alte Siegelmarke

Alte Siegel und Stempel des Ortes zeigen eine einzelne Rose. Somit handelt es sich um ein Redendes Wappen.

## Vereine
- Freiwillige Feuerwehr OPs Rozumice
- Fußballverein LZS Rozumice

## Persönlichkeiten

### Söhne und Töchter des Ortes
- Martin Fiebig (1891–1947), General der Luftwaffe
- Hans Langener, geb. 1865 in Rösnitz, Landschaftsmaler in Dortmund[10]
- Alexander von Wartensleben-Schwirsen (1807–1883), in Rösnitz geborener Angehöriger einer mecklenburgischen Adelsfamilie, Abgeordneter der Frankfurter Nationalversammlung, konservativer preußischer Abgeordneter

### Persönlichkeiten, die am Ort gewirkt haben
- Arnold Hitzer (1902–1977), Evangelisch-lutherischer Pfarrer von 1928 bis 1939 in Rösnitz, Mitglied der Bekennenden Kirche